# سامي ريسون
سامي ريسون (بالإنجليزية: Sammy Reeson)‏ مواليد 5 يناير 1963، هو ملاكم محترف بريطاني سابق صنّف ضمن فئة وزن خفيف الثقيل بدأ مسيرته الاحترافية سنة 1983.

## إحصائيات
خاض خلال مسيرته 26 نزالا، فاز في 24 ولم يتعادل وخسر في 2. فاز بالضربة القاضية في 5 نزالات.

## روابط خارجية
- سامي ريسون على موقع بوكس ريك (الإنجليزية) (registration required)